# خوان دانيال بيران
خوان دانيال بيران (مواليد 23 أكتوبر 1957) هو مبارز بالسيف أرجنتيني، مثّل بلاده في الألعاب الأولمبية الصيفية 1976.

## روابط رياضية
خوان دانيال بيران على موقع أوليمبيديا (الإنجليزية)